# 竹本長門太夫
竹本 長門太夫（たけもと ながとたゆう）は、義太夫節の太夫。

## 初代
（生没年不詳）
竹本大和掾の門弟。

## 2代目
（生年不詳 - 文政2年12月2日（1820年1月17日）
2代目竹本内匠太夫の門弟。通称「長門屋」。

## 3代目
1800年11月8日（寛政12年9月22日） - 1864年11月18日（元治元年10月19日）。姓は佐久間、幼名は伝治郎。佐久間松長軒の名で歌舞伎・浄瑠璃の狂言作家として活躍した。
大坂出身。はじめ二代目むら太夫時代の四代目綱太夫の門弟。「其頃評判のよきむら太夫後四代目綱太夫なり此人を頼みて江戸堀迄稽古に通ひ」と『増補浄瑠璃大系図』にある。1年間、淡路小林六太夫座へ修行へ行く。1822年（文政5年）に4代目竹本染太夫に入門、竹本実太夫を名乗り、翌年文楽座に出勤、竹本長門太夫を名乗る。1843年（天保14年）竹本登太夫を名乗る。1852年（嘉永5年）『花雲佐倉曙』を登与島玉和軒と合作して大当たりを取り、万延頃まで重鎮として活躍した。

## 4代目
（文化11年（1814年） - 明治23年（1890年）10月23日）本名は樋口吉兵衛。
3代目長門太夫の甥。1838年に3代目長門太夫の門下で竹本登茂夫、4代目実太夫を襲名。後に4代目長門太夫を襲名。『増補浄瑠璃大系図』の著書。